# Dasyllis
Dasyllis is een vliegengeslacht uit de familie van de roofvliegen (Asilidae).

## Soorten
- D. albicollis Bigot, 1878
- D. croceiventris (Wiedemann, 1821)
- D. erythrura Hermann, 1912
- D. haemorrhoa (Wiedemann, 1830)
- D. rufa (Bromley, 1931)